# Urceola lakhimpurensis
Urceola lakhimpurensis är en oleanderväxtart som först beskrevs av S.K.Srivast. och Mehrotra, och fick sitt nu gällande namn av Saravanam Karthikeyan och Moorthy. Urceola lakhimpurensis ingår i släktet Urceola och familjen oleanderväxter. Inga underarter finns listade i Catalogue of Life.